# Lycée Saint-Louis
El Lycée Saint-Louis es una escuela postsecundaria altamente selectiva ubicada en el distrito 6 de París, en el Barrio Latino. Es el único liceo francés público dedicado exclusivamente a impartir clases préparatoires aux grandes écoles (CPGE; clases preparatorias para las Grandes Écoles como École Polytechnique, CentraleSupélec en ingeniería y ESSEC Business School, ESCP Business School y HEC Paris en comercio). Es conocido por la calidad de su enseñanza, la baja tasa de aceptación y los resultados que logra en sus exámenes de ingreso intensamente competitivos.

## Exalumnos célebres
- Jean-François de La Harpe, un dramaturgo, escritor y crítico literario francés
- Édouard Le Roy, un filósofo y matemático francés
- René Thom, Matemático francés fundador de la teoría de las catástrofe
- charles perrault escritor